# Leishmaniose dérmica pós-calazar
Leishmaniose dérmica pós-kala-azar (PKDL) é uma sequela de Kala-azar que pode aparecer na pele dos indivíduos afetados até 20 anos após tratamento apropriado ou não. No Sudão, podem ser notados em até 60 por cento dos casos tratados. Eles se manifestar como pápulas, nódulos, ou eritema facial. Apesar de nenhum organismo causador de Kala-zar poder levar a PKLD, isto é comumente associado com L. donovani que dá diferentes padrões de doença na Índia e no Sudão. Na variante indiana, ocorrem nódulos que aumentam com o tempo e formam placas. Envolvimento de nervos periféricos pode ser comum em algumas regiões. Em um exame histológico, observam-se vários tipos de células inflamatórias crônicas; pode haver macrófagos ou granulomas epitelióides.
O diagnóstico envolve a demonstração do parasita por microscopia, cultura in vitro, inoculação, técnicas de diagnóstico imunológico e detecção de DNA no tecido. Novas ferramentas baseadas na PCR têm boa sensibilidade e especificidade. O surgimento de Leishmaniose dérmica pós-kala-azar em HIV positivos tem sido relatado. Estibogluconato de sódio (SSG) isoladamente ou em combinação com rifampicina é utilizado para o tratamento de PKLD a longo prazo (até quatro meses).